# 俄罗斯太空研究所
俄罗斯太空研究所（俄语：Институт космических исследований Российской академии наук）是俄罗斯科学院在太空探索方面进行基础科学研究的主要机构，成立于1965年5月15日，位于俄羅斯首都莫斯科。
现有科学家289位，涉及天体物理学、行星科学、太阳物理学、太阳-地球关系、等离子体天体物理学及地球物理学。俄罗斯太空研究所也协同俄羅斯科學院与俄羅斯航太进行航天技术开发与测试。

## 外部連結
- Space Research Institute of the Russian Academy of Sciences